# Chiesa di San Francesco (San Miniato)

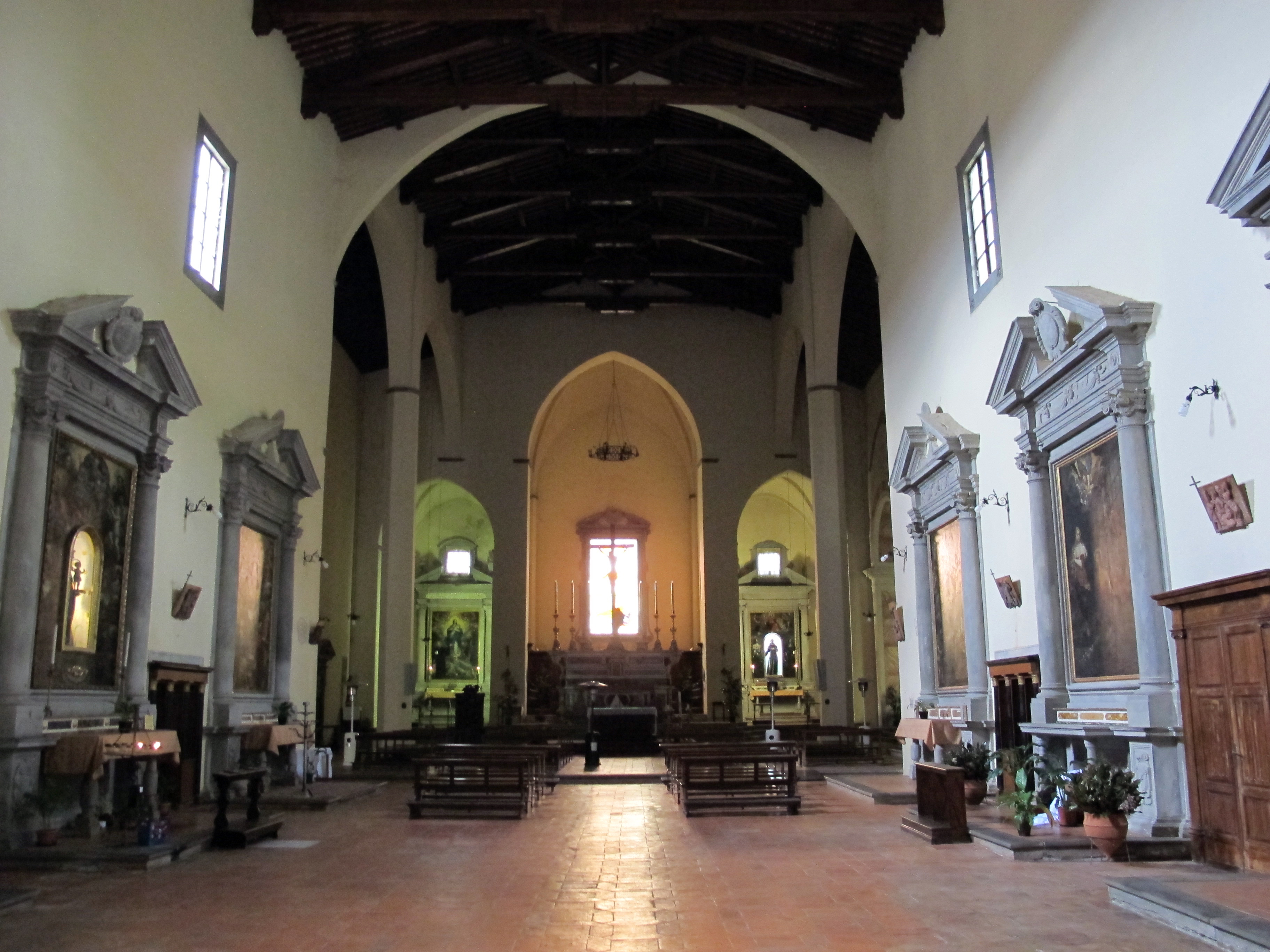
Interno

La chiesa di San Francesco è un luogo di culto cattolico che si trova a San Miniato, in provincia di Pisa, diocesi di San Miniato.

## Storia
Il grande complesso in laterizi venne costruito a partire dal 1276, ampliando un tempietto dedicato al protomartire Miniato; dal 1343 si aggiunsero nuovi ambienti, si alzò la chiesa, si eressero le cappelle nella zona del presbiterio. L'edificio fu nuovamente ristrutturato dal 1404 al 1480, compresa la chiesa inferiore.

## Descrizione
La facciata mostra l'impianto tardo-romanico, col portale che si apre nel paramento di laterizi che rivela sia le aperture precedenti, sia la più antica e piccola costruzione preesistente. Il retro della chiesa è sorretto da grandi arcate.
L'interno è a un'unica navata, che si allarga poi in tre, divise da due arcate a tutto sesto, rette da pilastri; il presbiterio è concluso da tre cappelle absidali gotiche; lungo le pareti sono stati addossati cinque altari in pietra serena distruggendo gli originali affreschi trecenteschi, di cui resta solo un'immagine con San Cristoforo tra il primo e il secondo altare a sinistra, della scuola di Masolino.
Al primo altare a destra una Madonna e santi del 1708; al secondo un'Annunciazione e santi attribuita a Francesco Curradi; segue una Decollazione del Battista firmata "Joannes Maria de Reggys", un ignoto pittore reggiano, che completò la pala nel 1677; ed anche una Maria Assunta e santi firmata "Carolus Ceninus 1674".
Al quarto altare sinistro, della compagnia dell'Assunta, si trova l'Assunzione della Vergine dipinta da Gabriele Grassi nel 1628, mentre al primo è un San Michele arcangelo attribuito a Bartolomeo Sprangher. 
In chiesa swono conservati anche un Crocifisso ligneo del XVI secolo e una statua lignea di Sant'Antonio di Padova del 1716.
L'organo a canne è situato su apposita cantoria nella prima campata della navata laterale di sinistra. Venne costruito nel 1593 da Cesare Romani e venne successivamente più volte modificato, in particolare da Antonio e Filippo Tronci che lo ampliarono nel 1766. A trasmissione integralmente meccanica, dispone di 12 registri su unico manuale e pedale; la cassa presenta una mostra composta da canne di principale disposte in più campi, secondo il consueto stile rinascimentale toscano.
Nel refettorio del convento una grande tela di Carlo Bambocci con la Cena di san Francesco e santa Chiara.

## Altre immagini

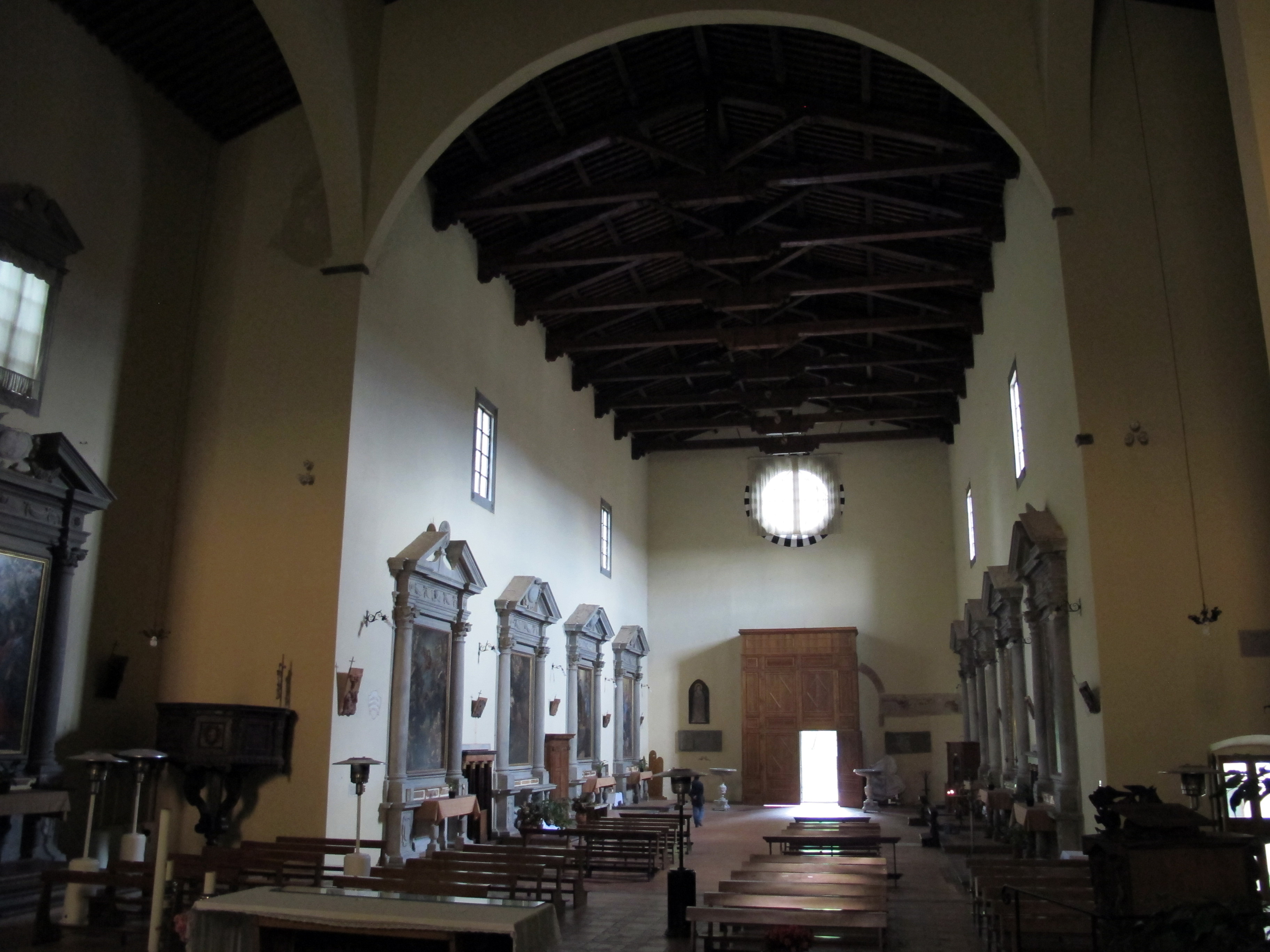
Interno verso la controfacciata
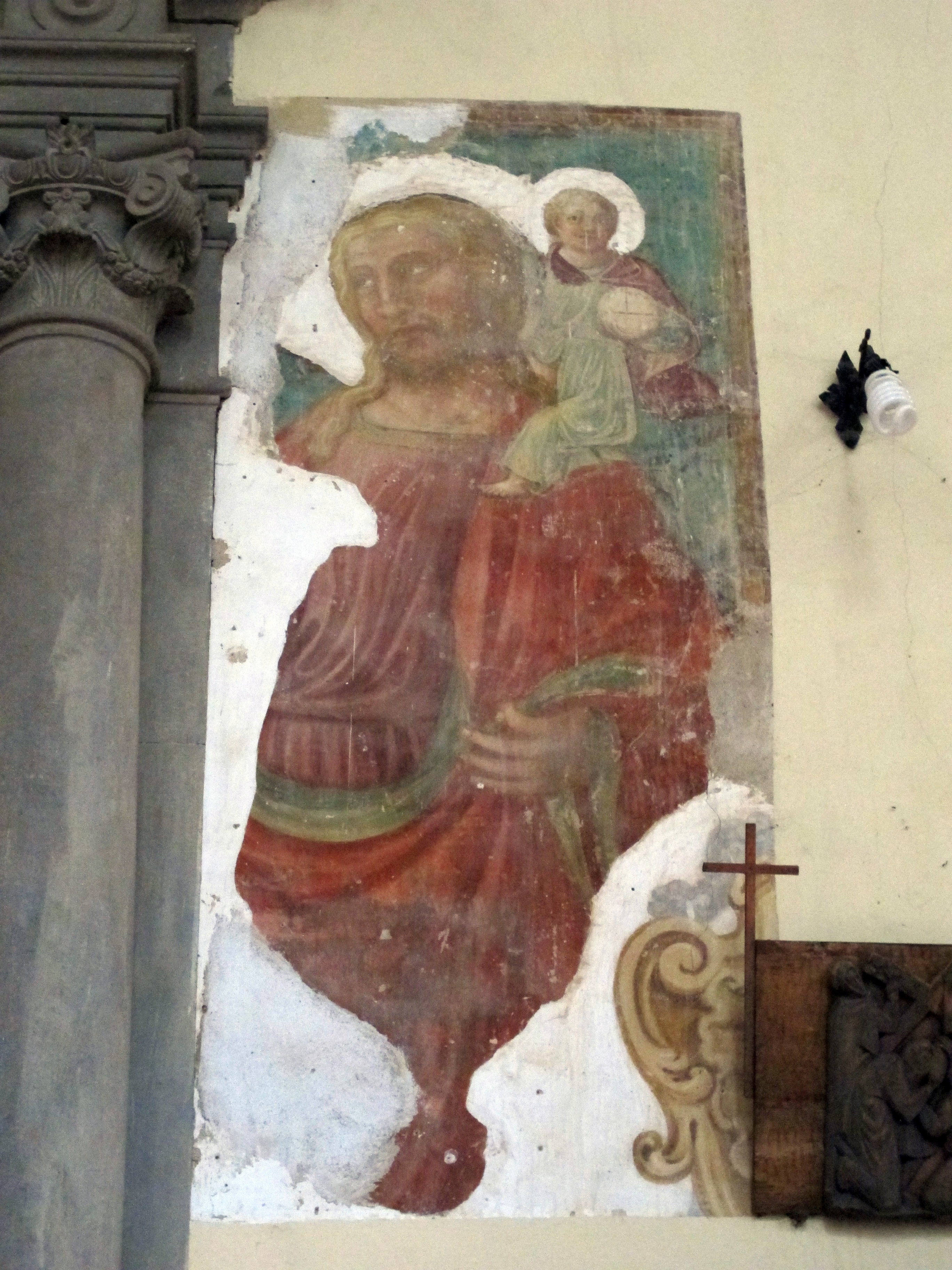
San Cristoforo, scuola di Masolino
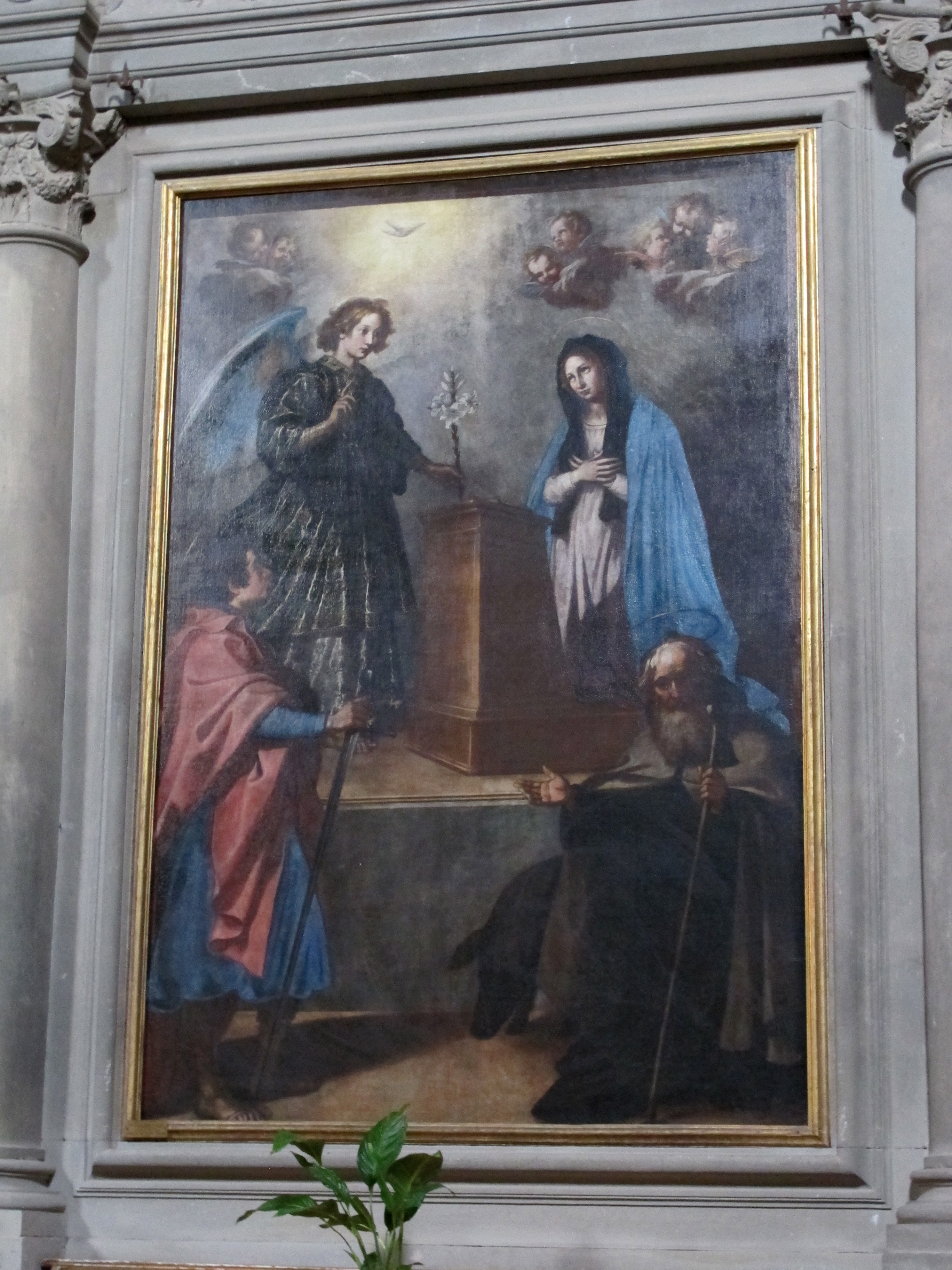
Annunciazione e Santi, attribuita a Francesco Curradi
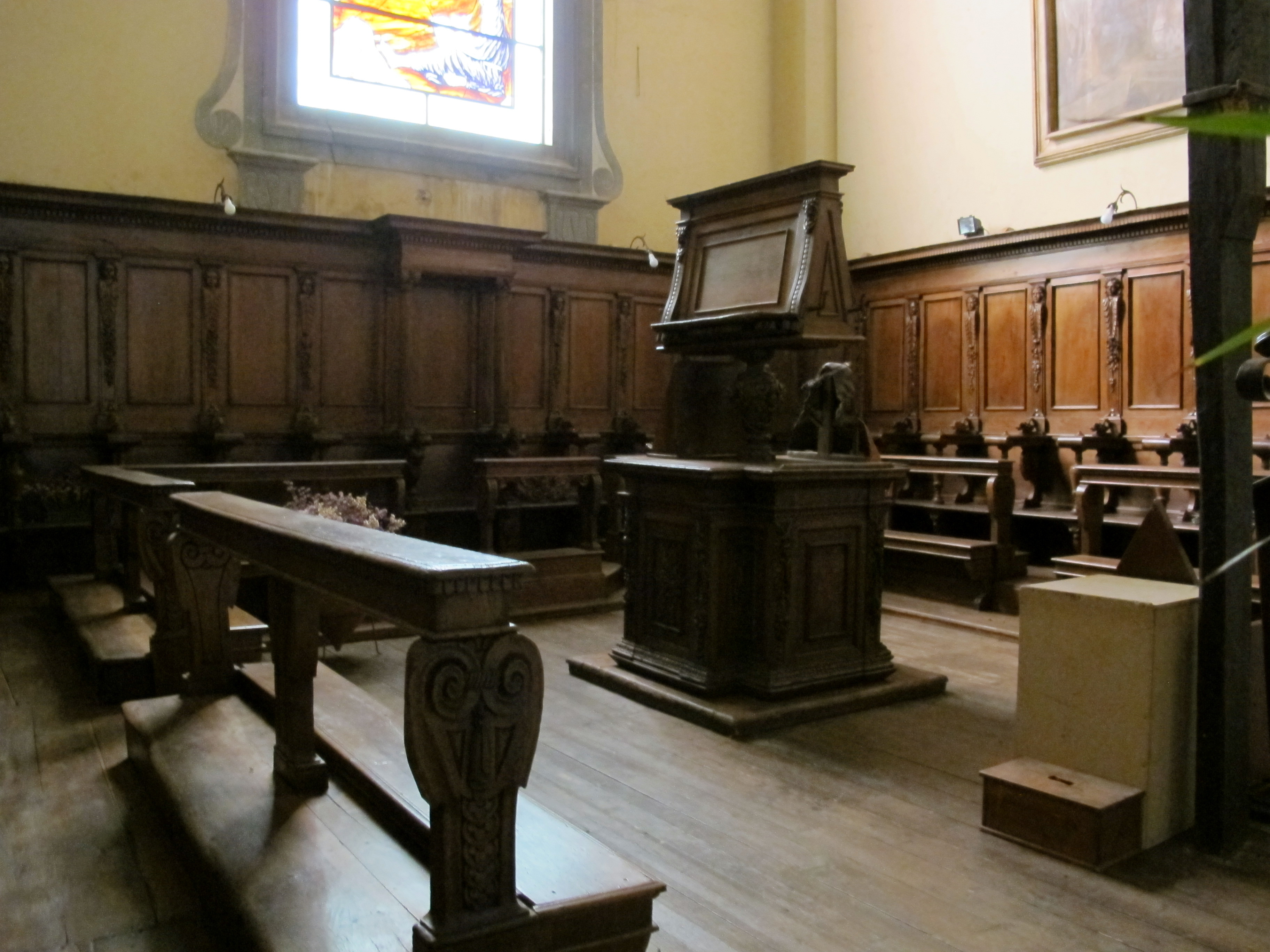
Coro
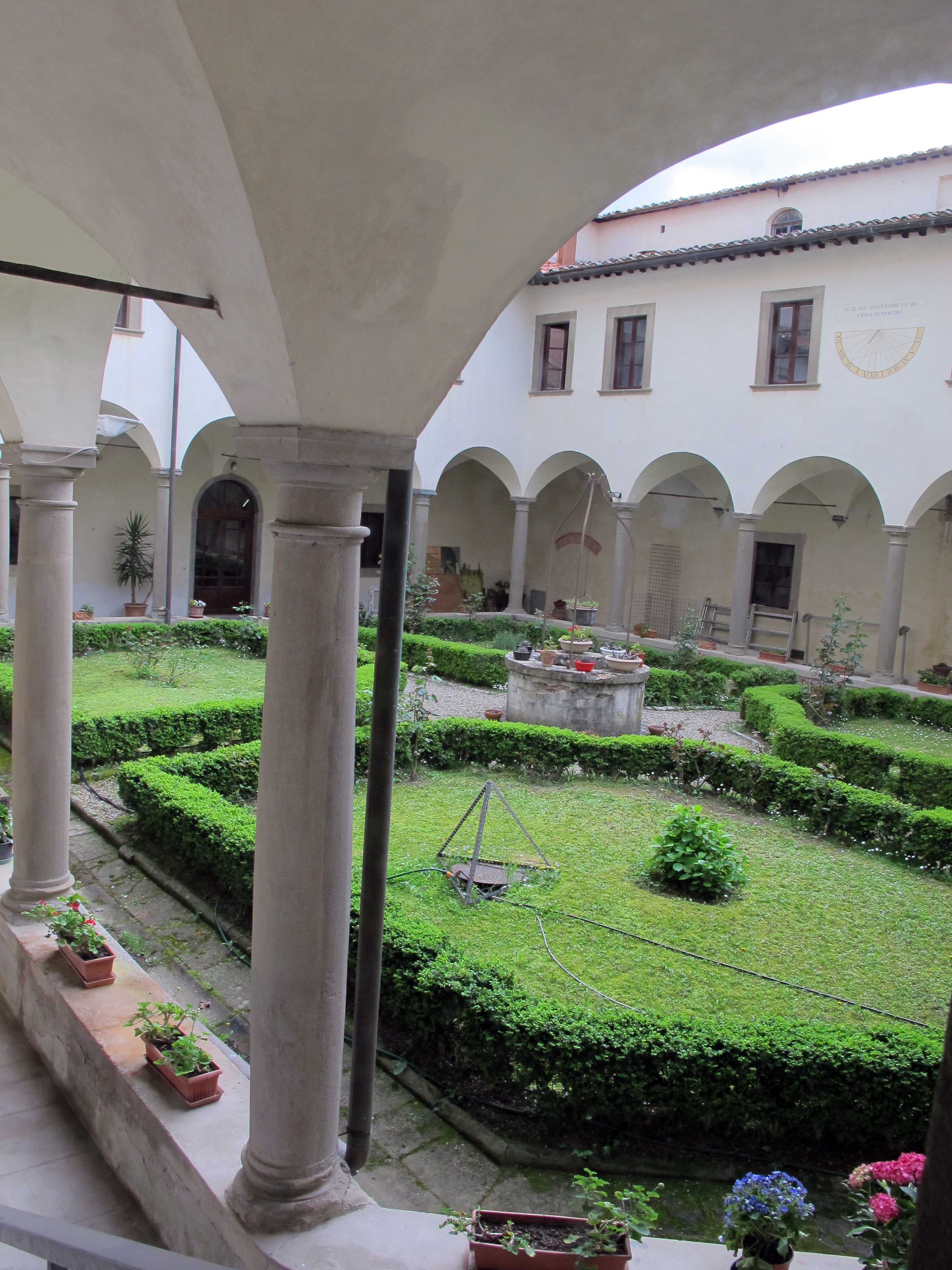
Chiostro